# فهرست ساختار داده
این یک لیست از انواع ساختارهای داده است. برای دیدن یک لیست گسترده‌تر از صفحه فهرستی از واژه‌های مربوط به الگوریتم‌ها و ساختار داده‌ها دیدن کنید. برای مقایسه زمان در اجرا از زیر مجموعه‌ای از این لیست صفحه مقایسه ساختارهای داده را ببینید.

## انواع داده‌ها

### انواع داده ابتدایی
- بول
- نویسه
- Floating-point, single-دقت عدد حقیقی ارزش
- دوپهن تر شناور-اندازه نقطه
- عدد صحیحانتگرال یا ثابت را با دقت ارزش
- برشمرده نوع کوچک و مجموعه‌ای از منحصر به فرد-نام ارزش

### کامپوزیت انواع
- آرایه
- رکورد (همچنین به نام چند تایی یا ساختار)
- اتحادیه
- برچسب گذاشته شده توسط اتحادیه (همچنین به نام، نوع، نوع، رکورد تبعیض اتحادیه یا متلاشی شدن اتحادیه)

### انواع داده انتزاعی
- ظرف
- لیست
- آرایه انجمنی
- Multimap
- مجموعه
- Multiset
- پشته
- صف
- دو به پایان رسید صف
- صف اولویت
- درخت
- نمودار

برخی از خواص انتزاعی، انواع داده‌ها:
| ساختار       | سفارش | منحصر به فرد | انجمنی |
| ------------ | ----- | ------------ | ------ |
| لیست         | بله   | هیچ          | هیچ    |
| آرایه انجمنی | هیچ   | بله          | بله    |
| مجموعه       | هیچ   | بله          | هیچ    |
| Multiset     | هیچ   | هیچ          | هیچ    |

## ساختمان‌های داده خطی
داده است گفت: به خطی اگر عناصر آن به صورت یک دنباله.

### آرایه
- آرایه
- بیت آرایه
- بیت زمینه
- Bitboard
- بیت مپ
- دایره بافر
- کنترل جدول
- تصویر
- پیش بینی وکتور
- آرایه پویا
- فاصله بافر
- درهم آرایه درخت
- Heightmap
- مراجعه به جدول
- ماتریس
- موازی آرایه
- آرایه مرتب شده‌اند
- پراکنده آرایه
- پراکنده ماتریس
- Iliffe بردار
- با طول متغیر آرایه

### فهرست
- مضاعف مرتبط لیست
- آرایه لیست
- مرتبط با لیست
- خود-سازماندهی لیست
- جست و خیز لیست
- نعوظ کشیده مرتبط لیست
- ولیست
- Xor مرتبط لیست
- زیپ
- مضاعف متصل لبه لیست
- تفاوت لیست
- لیست رایگان

## درختان

### درخت دودویی
- AA درخت
- درخت AVL
- درخت جستجوی دودویی
- درخت دودویی
- دکارتی درخت
- منظور آمار درخت
- بتکده
- تصادفی درخت جستجوی دودویی
- قرمز-سیاه درخت
- طناب
- قربانی درخت
- خود متعادل درخت جستجوی دودویی
- اسپل درخت
- T-درخت
- تانگو درخت
- رشته دودویی درخت
- بالای درخت
- Treap
- WAVL درخت
- وزن متعادل درخت

### ب-درختان
- B-tree
- B+ درخت
- B*-درخت
- ب تیز درخت
- رقص درخت
- ۲–۳ درخت
- ۲-۳-۴ درخت
- Queap
- فیوژن درخت
- Bx-درخت
- یالیستی

### انبوه
- پشته
- Binary heap
- ضعیف پشته
- هیپ دوجمله‌ای
- فیبوناچی پشته
  - AF-پشته
- لئوناردو پشته
- 2-3 پشته
- نرم پشته
- جفت شدن پشته
- چپ پشته
- Treap
- Beap
- مورب پشته
- سه تایی پشته
- D-ary پشته
- Brodal صف

### درختان
در این ساختار داده‌های هر درخت گره مقایسه کمی تکه از ارزش‌های کلیدی.
- ترای
- ریشه درخت
- پسوند درخت
- پسوند آرایه
- فشرده شده با پسوند آرایه
- FM-شاخص
- کلی پسوند درخت
- ب-درخت
- جودی آرایه
- X-سریع درخت
- Y-سریع درخت
- Ctrie

### Multiway درختان
- سه تایی درخت
- K-ary درخت
- و یا درخت
- (a,b)-درخت
- لینک/قطع درخت
- SPQR-درخت
- اسپاگتی پشته
- متلاشی شدن-تنظیم ساختار داده‌ها
- فیوژن درخت
- Enfilade
- نمایی درخت
- درخت فنویک
- ون Emde Boas درخت
- رز درخت

### فضا-پارتیشن‌بندی درختان
این ساختارهای داده‌ای استفاده می‌شود برای فضای پارتیشن‌بندی یا باینری فضای پارتیشن‌بندی.
- بخش درخت
- فاصله درخت
- محدوده درخت
- بن
- Kd-tree
- ضمنی kd-tree
- حداقل/حداکثر kd-tree
- تطبیقی k-d tree
- Quadtree
- Octree
- خطی octree
- Z-سفارش
- UB-درخت
- R-tree
- R+ درخت
- R* درخت
- هیلبرت R-tree
- X-درخت
- متریک درخت
- پوشش درخت
- M-درخت
- VP-درخت
- BK-درخت
- محدوده فاصله سلسله مراتب
- درخت BSP
- به سرعت در حال کاوش تصادفی درخت

### نرم‌افزار-درختان خاص
- Abstract syntax درخت
- تجزیه و تحلیل درخت
- درخت تصمیم‌گیری
- متناوب درخت تصمیم
- Minimax درخت
- Expectiminimax درخت
- انگشت درخت
- درخت عبارت
- ورود به سیستم-ساختار ادغام-درخت

## هش
- بلوم فیلتر
- تعداد-حداقل طرح
- توزیع جدول هش
- دو هش کردن
- پویا کامل جدول هش
- هش آرایه نقشه‌برداری trie
- هش لیست
- جدول هش
- هش درخت
- هش درخت
- Koorde
- پیشوند هش درخت
- نورد هش
- MinHash
- هوش فیلتر
- Ctrie

## نمودار
- نمودار
- لیست مجاورت
- ماتریس مجاورت
- نمودار ساختار پشته
- صحنه گراف
- Binary decision diagram
- صفر-سرکوب تصمیم نمودار
- و-اینورتر گراف
- گراف جهت دار
- Directed acyclic graph
- Propositional directed acyclic graph
- Multigraph
- Hypergraph

## دیگر
- Lightmap
- بالدار لبه
- مضاعف متصل لبه لیست
- چهار لبه
- جدول مسیریابی
- نماد جدول